# Åtta dödsskott
Åtta dödsskott (finska: Kahdeksan surmanluotia) är en tragisk finsk miniserie från 1972 i regi av Mikko Niskanen.
Serien, som bygger på verkliga händelser, handlar om den fattige bonden Pasi (spelad av regissören själv) som till slut tar livet av fyra poliser.